# Ngoa Lý Đóa
Hoàn Nhan Tông Phụ (chữ Hán: 完颜宗辅, 1096 – 1135), tên Nữ Chân là Ngoa Lý Đóa, hoàng tử, tướng lĩnh nhà Kim. Ông là con trai thứ ba của Kim Thái Tổ A Cốt Đả, cha của Kim Thế Tông Hoàn Nhan Ung. Sau khi lên ngôi, Thế Tông đổi húy của cha mình là Tông Nghiêu (chữ Hán: 完颜宗尧), miếu hiệu là Duệ Tông.

## Cuộc đời
Tông Phụ mặt mũi khôi ngô, dáng vẻ trang nghiêm; tính rộng rãi, hay giúp dỡ, chuộng thành thật. Kim Thái Tổ chinh phạt 4 phương, các con trai đều tòng quân, ông thường ở bên cạnh tham mưu.
Năm Thiên Phụ thứ 6 (1122), cùng Ô Cổ Nãi đánh dẹp dân mới hàng An Phúc Ca nổi dậy ở Hoàng Long phủ.
Năm Thiên Hội thứ 5 (1127), nhận chức Hữu phó nguyên soái, đóng quân Yên Kinh. Tháng 11, từ Hà Gian đánh 2 châu Truy, Thanh của Tống. Năm sau, phá 20 vạn quân của tướng Tống là Mã Quát ở Nhạc An, sau đó lưu đại quân ở ven Hoàng Hà, đóng đồn làm ruộng rồi về. Khi có chiếu phạt Tống, xuất quân từ Hà Bắc, hàng phục Hoạt Châu, chiếm Khai Đức, Đại Danh, bình xong Hà Bắc.
Năm thứ 8 (1130), đưa quân đến Lạc thủy, phá 6 vạn kỵ, 12 vạn bộ của tướng Tống là Trương Tuấn ở Phú Bình, hàng phục Diệu Châu, Phượng Tường phủ, hạ 2 châu Kính, Vị; đánh bại Kinh lược sứ Lưu Nghê ở Ngõa Đình, hàng phục Nguyên Châu. Tiến binh hàng phục 3 bảo Cam Tuyền, chiếm thành Bảo Xuyên; phá 2 vạn quân của Hi Hà lộ phó tổng quản nhà Tống, bắt được hơn nghìn con ngựa, nhổ 2 trại An Tây, Hi Châu đầu hàng. Chia quân đi chiêu dụ được các châu Củng, Thao, Hà, Nhạc, Tây Ninh, Lan, Khuếch, Tích Thạch; các thành, trại cùng trấn, bảo Định Viễn, Hòa Chánh, Cam Dục, Ninh Thao, An Lũng và hơn 40 doanh, bộ Phiên, Hán. Bình xong 5 lộ Thiểm Tây, phái Tát Li Hát chia 6000 quân trú phòng ở nơi xung yếu.

## Cái chết
Sau khi ban sư, cùng Tông Hàn ủng lập Hoàn Nhan Đản làm Am Ban Bột Cực Liệt. Năm thứ 12 (1134), làm Tả phó nguyên soái. Năm thứ 13 (1135), trên đường đến Quy Châu, hoăng, được 40 tuổi. Bồi táng Duệ Lăng, truy phong Lộ vương, thụy là Tương Mục.
Năm Hoàng Thống thứ 6 (1146) đời Kim Hi Tông, tiến Ký quốc vương. Năm Chánh Long thứ 2 (1157) đời Hải Lăng vương, truy tặng Thái sư, Thượng trụ quốc, cải phong Hứa vương. Năm Đại Định đầu tiên (1161), Thế Tông lên ngôi, truy thụy là Lập Đức Hiển Nhân Khải Thánh Quảng Vận Văn Vũ Giản Túc Hoàng Đế, miếu hiệu Duệ Tông. Năm thứ 2 (1162), cải táng ở núi Đại Phòng, hiệu là Cảnh Lăng.